# Erodium rupicola
Erodium rupicola là một loài thực vật có hoa trong họ Mỏ hạc. Loài này được Boiss. mô tả khoa học đầu tiên năm 1845.